# Amstelveen
Amstelveen  è un comune dei Paesi Bassi di 90 838 abitanti situato nella provincia dell'Olanda Settentrionale.

Si trova immediatamente a sud della città di Amsterdam, collegato alla città con la linea di tram n. 25 (Amsteltram).

È presente un'importante cittadella universitaria nel quartiere di Uilenstede, vicino alla Vrije Universiteit, dove vivono migliaia di studenti, in particolare presso la Intermezzo e l'Hospitium.

## Origini del nome
Il toponimo Amstelveen deriva dal nome del fiume Amstel (come Amsterdam) e veen, che significa "palude" o "brughiera".